# Eficiencia general de los equipos
Efectividad total del Equipo (ETE, OEE)

El OEE o ETE (Overall Equipment Effectiveness o Efectividad total de los Equipos) es una razón porcentual que sirve para medir el aprovechamiento INTEGRAL de la maquinaria industrial. Esta herramienta también es conocida como TTR (Tasa de Retorno Total) cuando se utiliza en centros de producción de proyectos.
Existe cierta polémica acerca de cómo llamar a este indicador inclinándose ciertos autores por el de EFECTIVIDAD GLOBAL O TOTAL y otros por el de EFICIENCIA GENERAL.  El argumento central para llamarlo EFECTIVIDAD reside en la potencial confusión que se puede presentar entre el Término EFICIENCIA GENERAL, y el factor llamado EFICIENCIA, RENDIMIENTO o DESEMPEÑO, utilizado para calcular el indicador.   
La ventaja del métrico OEE frente a otras razones es que mide, en un único indicador, todos los parámetros fundamentales en la producción industrial: la disponibilidad, la eficiencia (desempeño o rendimiento) y la calidad.
Tener un OEE del 100% indica que la máquina estuvo operando todo el tiempo programado (disponibilidad), a la máxima velocidad del producto en cuestión (desempeño, eficiencia o rendimiento) y con toda la producción fabricada bien A LA PRIMERA ( en el OEE o ETE los retrabajos son considerados como defectos)
El OEE o ETE tiene sus orígenes en el Mantenimiento Productivo Total o TPM japonés. Hoy en día se ha convertido en un estándar internacional reconocido por las principales industrias de todo el mundo. En algunas partes del mundo es llamado también como TVC (Tiempo, Velocidad y Calidad.)

## Cálculo del OEE
El OEE resulta de multiplicar otras tres razones porcentuales: la Disponibilidad, la Eficiencia y la Calidad.
{\displaystyle OEE=Disponibilidad*Eficiencia*Calidad}

### Clasificación OEE
El valor de la OEE permite clasificar el equipo analizado , con respecto a las mejores de su clase y que ya han alcanzado el nivel de excelencia.
El OEE debe medirse en la restricción o cuello de botella.
OEE < 65% Inaceptable. Se producen importantes pérdidas económicas. Muy baja competitividad.
65% < OEE < 75% Regular. Aceptable sólo si se está en proceso de mejora. Pérdidas económicas. Baja competitividad.
75% < OEE < 85% Aceptable. Continuar la mejora para superar el 85 % y avanzar hacia la World Class. Ligeras pérdidas económicas. Competitividad ligeramente baja.
85% < OEE < 95% Buena. Entra en Valores World Class. Buena competitividad.
OEE > 95% Excelencia. Valores World Class. Excelente competitividad.
El OEE es la mejor métrica disponible para optimizar los procesos de fabricación y está relacionada directamente con los costes de operación. La métrica OEE informa sobre las pérdidas y cuellos de botella del proceso y enlaza la toma de decisiones financiera y el rendimiento de las operaciones de planta, ya que permite justificar cualquier decisión sobre nuevas inversiones. Además, las previsiones anuales de mejora del índice OEE permiten estimar las necesidades de personal, materiales, equipos, servicios, etc. de la planificación anual. Finalmente, el OEE es la métrica para complementar los requerimientos de calidad y de mejora continua exigidos para certificar IATF 16949:2016.
El OEE considera 6 grandes pérdidas:
1. Paradas/Averías.
2. Configuración y Ajustes.
3. Pequeñas Paradas.
4. Reducción de velocidad.
5. Rechazos por Puesta en Marcha.
6. Rechazos de Producción.

Las dos primeras, Paradas/Averías y Ajustes, afectan a la Disponibilidad. Las dos siguientes Pequeñas Paradas y Reducción de velocidad, afectan al Rendimiento y las dos últimas Rechazos por puesta en marcha y Rechazos de producción afectan a la Calidad.

## Disponibilidad
Incluye:
- Pérdidas de Tiempo Productivo por Paradas.

En la cual la disponibilidad puede ser calculada mediante la siguiente formula: MTBF/(MTBF+MTTR)
La Disponibilidad resulta de dividir el tiempo que la máquina ha estado produciendo (Tiempo de Operación: TO) por el tiempo que la máquina podría haber estado produciendo. El tiempo que la máquina podría haber estado produciendo (Tiempo Planificado de Producción: TPO) es el tiempo total menos los periodos en los que no estaba planificado producir por razones legales, festivos, almuerzos, mantenimientos programados, etc., lo que se denominan Paradas Planificadas

Disponibilidad = (TO / TPO) x 100
donde:
TPO= Tiempo Total de trabajo - Tiempo de Paradas Planificadas
TO= TPO - Paradas y/o Averías
La Disponibilidad es un valor entre 0 y 1 por lo que se suele expresar porcentualmente.

## Rendimiento
Incluye
- Pérdidas de velocidad por pequeñas paradas.

- Pérdidas de velocidad por reducción de velocidad.

El Rendimiento resulta de dividir la cantidad de piezas realmente producidas por la cantidad de piezas que se podrían haber producido. La cantidad de piezas que se podrían haber producido se obtiene multiplicando el tiempo en producción por la capacidad de producción nominal de la máquina.
Siendo
Capacidad Nominal, "Machine Capacity", "Nameplate Capacity", "Ideal Run Rate", "Theoretical Rate":
Es la capacidad de la máquina/línea declarada en la especificación (DIN 8743).
Se denomina también Velocidad Máxima u Óptima equivalente a Rendimiento Ideal (Máximo / Óptimo) de la línea/máquina. 
Se mide en Número de Unidades / Hora
En vez de utilizar la Capacidad Nominal se puede utilizar el Tiempo de Ciclo Ideal.
Tiempo de Ciclo Ideal, "Ideal Cycle Time", "Theoretical Cycle Time": 
Es el mínimo tiempo de un ciclo en el que se espera que el proceso transcurra en circunstancias óptimas.
{\displaystyle TiempodeCicloIdeal=1/CapacidadNominal}
La Capacidad Nominal o tiempo de Ciclo Ideal, es lo primero que debe ser establecido. En general, esta Capacidad es proporcionada por el fabricante, aunque suele ser una aproximación, ya que puede variar considerablemente según las condiciones en que se opera la máquina o línea. Es mejor realizar ensayos para determinar el verdadero valor. La capacidad nominal deberá ser determinada para cada producto (incluyendo formato y presentación). Pueden presentarse dos casos:
a) Existen datos. Será el valor máximo especificado por el OEM9 para la máquina o línea.
b) No existen datos. Se elige entonces como valor el correspondiente a las mejores 4 horas de un total de 400 horas de funcionamiento.
El valor será siempre el referido al producto final que sale de la línea. 
Rendimiento
Tiene en cuenta todas las pérdidas de velocidad (breakdowns). Se mide en tanto por 1 o tanto por ciento del ciclo real o capacidad real con respecto a la ideal.
Rendimiento = Tiempo de Ciclo Ideal / (Tiempo de Operación / N.º Total Unidades)
o
Rendimiento = N.º Total Unidades / (Tiempo de Operación x Velocidad Máxima)
El Rendimiento es un valor entre 0 y 1 por lo que se suele expresar porcentualmente.

## Calidad
Incluye
- Pérdidas por Calidad.

Disminuye la pérdida de velocidad. El tiempo empleado para fabricar productos defectuosos deberá ser estimado y sumado al tiempo de Paradas, Downtime, ya que durante ese tiempo no se han fabricado productos conformes.
Por tanto, la pérdida de calidad implica dos tipos de pérdidas:
- Pérdidas de Calidad, igual al número de unidades mal fabricadas.
- Pérdidas de Tiempo Productivo, igual al tiempo empleado en fabricar las unidades defectuosas.

Y adicionalmente, en función de que las unidades sean o no válidas para ser reprocesadas, incluyen:
- Tiempo de reprocesado.
- Coste de tirar, reciclar, etc. las unidades malas.

Tiene en cuenta todas las pérdidas de calidad del producto. Se mide en tanto por uno o tanto por ciento de unidades no conformes con respecto al número total de unidades fabricadas.
Nº de unidades Conformes Calidad = Q = N.º de unidades Conformes/N.º unidades Totales
Las unidades producidas pueden ser Conformes, buenas, o No Conformes, malas o rechazos. A veces, las unidades No Conformes pueden ser reprocesadas y pasar a ser unidades Conformes. La OEE solo considera Buenas las que se salen conformes la primera vez, no las reprocesadas. Por tanto las unidades que posteriormente serán reprocesadas deben considerarse Rechazos, es decir, malas.
Por tanto, la Calidad resulta de dividir las piezas buenas producidas por el total de piezas producidas incluyendo piezas retrabajadas o desechadas.
La Calidad es un valor entre 0 y 1 por lo que se suele expresar porcentualmente.
- Datos: Q1029015
- Multimedia: Overall equipment effectiveness / Q1029015